# Natalie Moszkowska
Natalie Moszkowska (1886-1968) es una economista socialista que ha contribuido significativamente tanto a la teoría marxista del valor y de la crisis como al concepto de capital monopolista y a la interpretación económica de los gastos militares.

## Biografía
Natalie Moszkowska nació el 1 de mayo de 1886 en Varsovia. Es hija de Alexander Moszkowski y Eveline Juhwihler. Miembro del partido social-demócrata polaco, se verá obligada a emigrar a Suiza en torno a 1900 como consecuencia de persecuciones por parte del gobierno zarista. Allí comienza sus estudios en la universidad de Zúrich y el 18 de julio de 1914, obtiene el título de doctora oeconomiae publicae bajo la dirección de Heinrich Sieveking. Su tesis habla sobre las cajas de ahorros de los trabajadores en las industrias del carbón y del acero polacas. Durante la redacción de esta última, hizo uso de documentos rusos a los que tuvo acceso durante una estancia en el Reino de Polonia en 1911. Hacia finales de 1918, en el contexto de la Revolución de octubre de 1917 y de la « Revolución de noviembre » 1918, las autoridades helvéticas sospechaban Natalie Moszkowska de ser una « agitadora bolchevique ». Es entonces que Moszkowska y su amigo Leiba Chaim Kaplan prolongan una estancia en el Alpenhotel de Weesen-Amden en Suiza y la policía del cantón de Santo-Gall empieza a vigilar este « par de Rusos », que recibía « frecuentemente correo postal recomendado ».
Natalie Moszkowska se instala en Zúrich en 1923 (o antes) donde trabaja como tutora y escritora para la prensa sindical y socialista. Nunca se casa. Publica tres libros así como numerosos artículos y participa activamente a los debates sobre cuestiones económicas al seno del Partido socialista suizo, del cual era miembro. Mantiene contacto con la comunidad científica internacional (por ejemplo con Maurice Dobb, Adolf Lowe y Edgar Salino).. Muere el 26 de noviembre de 1968.

## Principales obras

### Das Marxsche System(1929)

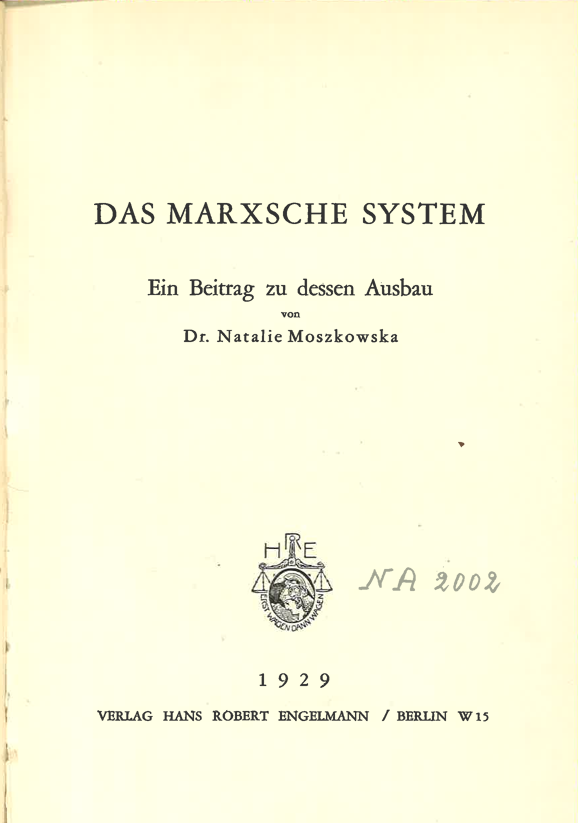
Portada del mecanografiado de Moszkowska (1929). Das Marxsche System. Ein Beitrag zu dessen Ausbau

Primer libro de Moszkowska después de su tesis, Das Marxsche System (en español, el sistema marxista) fue publicado en 1929 por el editor berlinés Robert Engelmann. La primera parte empieza defendiendo la teoría del valor-trabajo desde una perspectiva muy cercana a la de Ladislaus von Bortkiewicz. Utiliza un gran número de ejemplos numéricos de la transformación de valores en costes de producción.
La segunda parte es una crítica del tratamiento de Marx de la disminución de la tasa de provecho en el volumen III del Capital (se pueden observar similitudes con Bortkiewicz). Moszkowska sostiene que los capitalistas introducirán una nueva máquina si, y solo si, ésta economiza más que lo que costó producirla. Si damos por cierto este último punto, todo avance tecnológico aumenta la productividad del trabajo y su efecto sobre la tasa de provecho depende del aumento de la productividad a través del aumento de la cantidad de medios de producción por trabajador. Moszkowska tiene el mérito de haber descrito (aunque su análisis comporte errores técnicos) lo que será más tarde conocido bajo el nombre de teorema de Okishio: de las innovaciones viables que reducen la tasa de provecho están asociadas a un ascenso de los salarios reales. Concluye entender la teoría del decrecimiento de la tasa de provecho como una predicción histórica es una malinterpretación. Es fundamentalmente una relación funcional entre la tasa de plusvalía y la tasa de provecho. Igualmente podría haberse llamado "ley del incremento tendencial de la tasa de explotación" en vez de "ley de la baja tendencial de la tasa de beneficio".
En la tercera parte de su libro, Moszkowska aplica sus conclusiones a la teoría de las crisis: rechaza el modelo de la tasa de provecho contenido en el volumen III del Capital y se opone a la idea según la cual la desproporción entre las diferentes ramas de producción sería la causa subyacente del ciclo económico. La economista afirma que la única desproporción fundamental de la economía capitalista reside en el ámbito de la distribución. Una cuota excesiva de los provechos favorece la sobreacumulación de capital y da lugar a crisis de subconsumo, mientras que si los salarios reales aumentan rápidamente y al mismo tiempo el paro disminuye, el conjunto resulta en un declive de la rentabilidad que pone fin a la prosperidad. Para Moszkowska, el subconsumo es el culpable.

### Zur Kritik moderner Krisentheorien(1935)

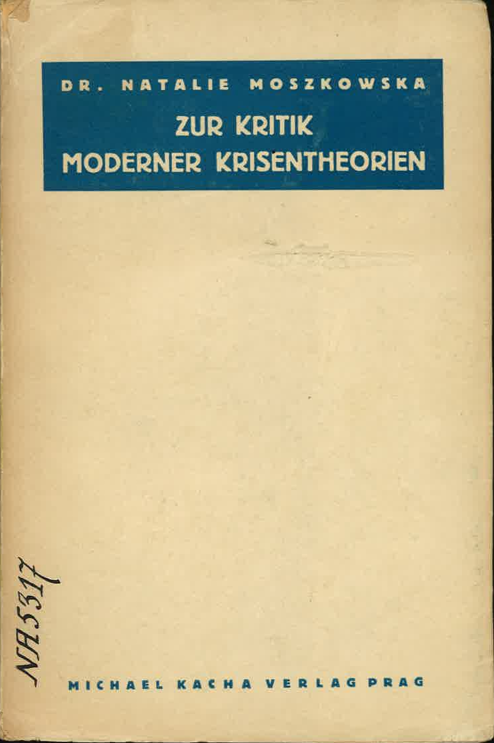
Cubierta del mecanografiado de Natalie Moszkowska (1935). Zur Kritik Moderner Krisentheorien.

Zur Kritik moderner Krisentheorien (en español, Crítica de las teorías modernas de las crisis) fue publicado en 1935. Moszkowska critica las teorías de las crisis emitidas recientemente por autores socialistas alemanes y austríacos(Adolph Lowe, Emil Lederer, Henryk Grossman, Otto Bauer y Gustav Landauer).
Moszkowska defiende la necesidad de que los salarios sigan el aumento de la productividad del trabajo (es decir que la cuota de los salarios permanezca constante) para que el equilibrio macroeconómico se mantenga. Vuelve a tratar acerca del progreso técnico (tema que ya había desarrollado en su obra anterior) : afirma con convencimiento que este equivale al incremento de la tasa de provecho. El libro menciona el periodo de depresión, evento que todavía estaba bien presente en todas las mentes de la época. La plusvalía tendría que incrementarse aún más rápido a causa de la disparidad en el ajuste de los precios : los salarios monetarios y los precios de las materias primas se hunden más rápido que los precios de los productos manufacturados.

Con su segunda obra, Natalie Moszkowska se implanta plenamente en el marco de la teoría del subconsumo, del cual se sirve para explicar la decadencia del capitalismo :
« Si la brecha entre producción y consumo se hace demasiado grande y si el defecto de consumo alcanza un cierto valor, el empobrecimiento pasa de ser relativo a absoluto. La producción baja, los obreros se quedan sin empleo. Si el capitalismo clásico ha sido caracterizado por un empobrecimiento relativo, el capitalismo moderno tiene que serlo por un empobrecimiento absoluto. Y éste, insoportable a la larga, es la indicación irrefutable de la decadencia del capitalismo. »
Para la autora, la gran depresión de 1930 corrobora sus afirmaciones.
Este segundo libro marca un que cambio en su posición: todo lleva a creer que Moszkowska anticipa el advenimiento inminente de una crisis permanente del capitalismo por culpa de la brecha creciente entre consumo y producción.

### Zur Dynamik des Spätkapitalismus(1943)

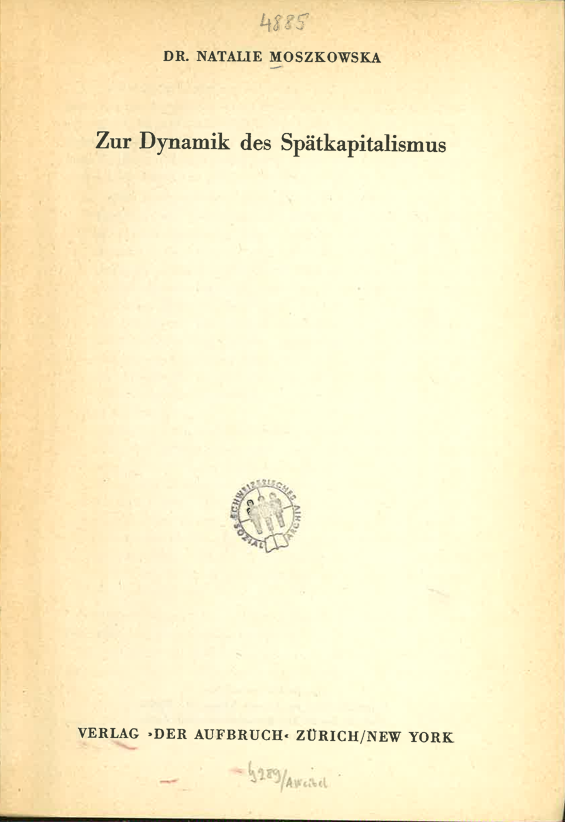
Portada del mecanografiado de la autora (1943). Zur Dynamik de los Spätkapitalismus.

En su tercer libro, Zur Dynamik de los Spätkapitalismus (en español, Dinámica del capitalismo tardío), Natalie Moszkowska prosigue su crítica de la baja tendencial de la tasa de provecho, utiliyando dos enfoques de las crisis: el sub-acumulación y la sobre-acumulación. La sub-acumulación es según ella compatible con la teoría contemporánea de los ciclos y con el análisis de Marx en el volumen III del Capital, como ley « natural » o « eterna » del capitalismo. Ahora bien, según Moszkowska, la economía política marxista debería concentrarse sobre las leyes «sociales» e «históricas», como la sobre-acumulación (que no es más que otro nombre para el subconsumo).
Moszkowska continúa con un análisis del problema de los falsos gastos (o derroche), reduciéndolo a una manera de reducir la brecha entre la producción de la sociedad y su consumo a través de una gestión incorrecta de los recursos (por culpa principalmente del control a la importación o del dumping de las exportaciones), y sobre todo de los enormes costes económicos y sociales de la guerra. Concluye que el liberalismo burgués y el reformismo de la social-democracia ya no son viables, y que, a partir de ahora, las únicas alternativas al socialismo son el fascismo, el imperialismo, y la guerra.

## Lista de publicaciones

### Obras
- Moszkowska, N. (1917). Arbeiterkassen año den privaten Berg- und Hüttenwerken im Königreich Polen: ein Beitrag zur Geschichte der Wohlfahrtseinrichtungen der Arbeitgeber. Stuttgart: Dietz Nachf. (Publicación de su tesis de doctorado de 1914).
- Moszkowska, N. (1929). Das Marxsche System: ein Beitrag zu dessen Ausbau. Berlín: Engelmann, H. R.
- Moszkowska, N. (1935). Zur Kritik moderner Krisentheorien. Prag: Neuen Weltbühne.
- Moszkowska, N. (1943). Zur Dynamik de los Spätkapitalismus. Zürich: Der Aufbruch.

### Selección de artículos
- Moszkowska, N. (1933). Kapitalnot oder Absatznot?. Rote Revista: sozialistische Monatsschrift, 31: 308-312.
- Moszkowska, N. (1938). Zum Problem der Wert- und Preisrechnung - eine Erwiderung [betr. Emil J. Walter]
- Moszkowska, N., Brügel, J.W. (1951). Kapitalismus nach den Weltkriegen. Rote Revista: sozialistische Monatsschrift, 30: 461-466.
- Thürig, W., Moszkowska, N. (1952). Der alte und der neue Faschismus. Rote Revista: sozialistische Monatsschrift, 31: 14-20.
- Brügel, J.W., Moszkowska, N. (1952). Wer hat den Kapitalismus gerettet? Rote Revista: sozialistische Monatsschrift, 12: 76-83, 288.
- Moszkowska, N. (1952). Das kapitalistische Endstadium. Rote Revista: sozialistische Monatsschrift, 31: 145-154.
- Miville, C., Moszkowska, N., V.G. (1952). Wer treibt zum Krieg? Rote Revista: sozialistische Monatsschrift, 31: 245-250.
- Moszkowska, N. (1952). Oekonomische und politische Auswirkungen der Rüstungen. Arbeit und Wirtschaft, Vienna, 6.Jg./Nr. 3
- Moszkowska, N., Zajfert, T., Bührer, J. (1954). Kleinhaltung de los Massenkonsums und wirtschaftliche Entwicklung. Rote Revista: sozialistische Monatsschrift, 33: 116-123, 137-140, 165-168.
- Moszkowska, N. (1955). Hemmnisse der demokratischen Entwicklung. Der öffentliche VPOD-Dienst, 48.
- Moszkowska, N. (1955). Kreditinflation und Teuerung. Rote Revista, 34: 30-39.
- Moszkowska, N. (1958). Kapitalistische Wirtschaftswunder, Gewerkschaftliche Monatshefte, 9(4): 224-228.
- Moszkowska, N. (1959). Das Krisenproblem bei Marx und Keynes. Schmollers Jahrbuch für Gesetzgebung, Verwaltung und Volkswirtschaft, 79(6): 665-701.
- Moszkowska, N. (1960). Erwartung und Wirklichkeit, Periodikum für Wissenschaftlichen Sozialismus, 16: 5-16.
- Moszkowska, N. (1963). Wandlung der Methode und de los Erkenntnisobjektes der Nationalökonomie. Schmollers Jahrbuch für Gesetzgebung, Verwaltung und Volkswirtschaft, 83(3): 269-293.
- Moszkowska, N. (1965). Methodologischer Subjektivismus in der Nationalökonomie. Schmollers Jahrbuch für Gesetzgebung, Verwaltung und Volkswirtschaft, 85: 513-524.

### Archivos
Los archivos de Moszkowska se hallan en el Archivo social suizo a Zürich (Ar 121), donde se encuentran numerosos mecanografiados anotados (tanto de artículos como de obras publicadas y no publicadas), así como algunas cartas y pancartas publicitarias para la promoción de sus obras. Otros documentos que implican Natalie Moszkowska están preservados en los archivos del partido socialista suizo, que se hallan en la misma institución (Ar 1).